# راجح عمر
راجح عمر (سومالیایی: [Raage Omaar] Error: {{Lang}}: متن دارای نشانه‌گذاری ایتالیک است (راهنما)؛ ‎/ˈræɡi ˈoʊmɑː/‎ زادهٔ ۱۹ ژوئیهٔ ۱۹۶۷) نویسنده و روزنامه‌نگار سومالیایی‌تبار اهل بریتانیا است که در شهر موگادیشو به دنیا آمده است.
او زمانیکه‌که خبرنگار شبکهٔ بی‌بی‌سی در عراق بود به عنوان یک خبرنگار مشهور شد و در سال ۲۰۰۶ به شبکه الجزیره انگلیسی ملحق‌شد.